# Monteux
Monteux là một thị trấn trong tỉnh Vaucluse thuộc vùng Provence-Alpes-Côte d’Azur ở đông nam nước Pháp. Thị trấn này nằm ở khu vực có độ cao trung bình 42 mét trên mực nước biển.
Monteux gần Carpentras, có cự ly 20 km so với Avignon.
Các thị trấn phụ cận: Althen-des-Paluds, Entraigues-sur-la-Sorgue, Carpentras, Sarrians, Pernes-les-Fontaines, Loriol-du-Comtat.

## Người địa phương nổi tiếng
- Nicolas Saboly (1614-1675)
- Félicien Trewey
- Benoni Auran
- André Chiron